# Pressegeschichte in Deutschland

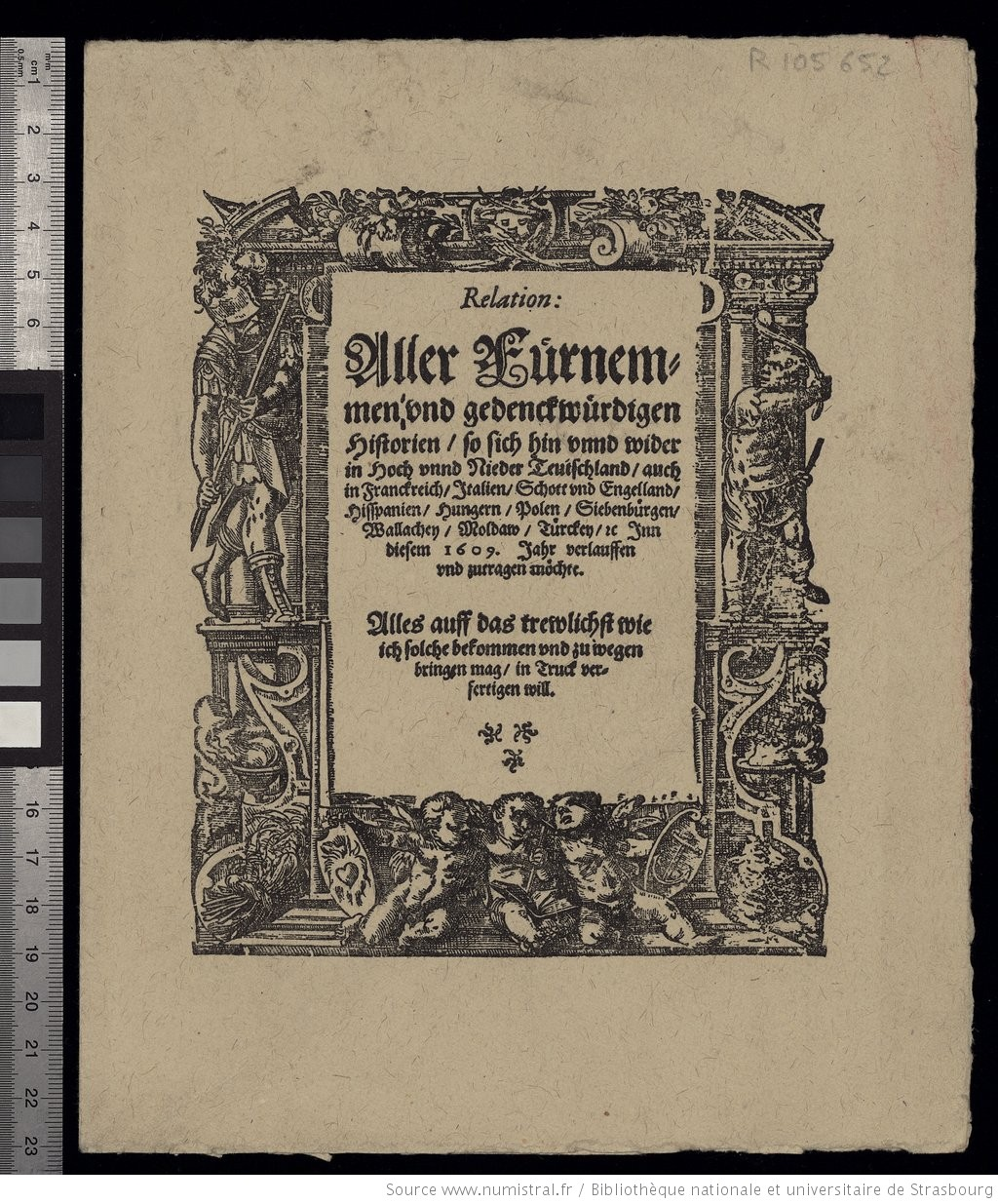
Titelblatt der Relation von Johann Carolus (1609), der ersten Zeitung der Welt.

Dieser Artikel behandelt die Geschichte der Presse in Deutschland von ihren Anfängen bis zur Gegenwart.

## Wurzeln und Ursprünge (14.–15. Jahrhundert)
Seit ca. 1380 berichteten Kaufmannsbriefe neben privaten und geschäftlichen Nachrichten auch über Politik und Wissenschaft. Berühmtes Beispiel sind die Fuggerzeitungen.
Im 14. Jahrhundert entwickelt sich der Begriff der „Zeitung“ im Kölner Raum aus dem „zidunge“, das für „Nachricht“, „Neuigkeit“ stand.
1445 legt die Erfindung des Buchdrucks mit beweglichen Lettern des Mainzers Johannes Gensfleisch zur Lade – auch Johannes Gutenberg genannt – die Grundlage zur Massenverbreitung von Presseerzeugnissen.
Es werden vor allem Flugschriften und Flugblätter veröffentlicht und verteilt. Der Name Flugblatt bezieht sich wahrscheinlich auf ihre schnelle Verbreitung. Sie erschienen nicht periodisch, oft sogar nur einmal, zählen bis heute dennoch zu den Printmedien. Als nur ein sehr kleiner Teil der Bevölkerung alphabetisiert war, übermittelten vor allem die Illustrationen Botschaften des Flugblattes. Außerdem sollten sie zum Kauf anreizen. Sehr beliebt waren Abbildungen von fremden, wilden Tieren; unbekannten Gegenständen, Ländern oder Kreaturen und Monstrositäten.

## Erste Anfänge der periodischen Presse (16.–18. Jahrhundert)
Etwa 10.000 Flugschriften mit religiösem oder/und politischem Inhalt veröffentlichten zwischen 1501 und 1530 zumeist scharfe Kritik und satirische Darstellungen.
1502 erschien die Newe zeytung, eine erstmals gedruckte, unperiodische Nachrichtenzusammenstellung.
Die Neuen Zeitungen berichteten von aktuellen Ereignissen oder fassten die letzten politischen, kulturellen und gesellschaftlichen Begebenheiten zusammen – bevorzugt Sensationsnachrichten. Sie kamen regelmäßig heraus, besaßen so schon (eine gewisse) Periodizität und Aktualität. Circa bis zum Beginn des 18. Jahrhunderts gab es die „Neuen Zeitungen“, geschätzte 5000 bis 8000 Titel zwischen 1500 und 1700.
1597 kommt in Rorschach, Bodensee die Rorschacher Monatsschrift als erste periodisch erscheinende deutschsprachige Zeitschrift heraus in der Nachfolger der Flugschriften beziehungsweise Einblattdrucke, die bislang Neuigkeiten anzeigten.
1605 gibt Johann Carolus in Straßburg erstmals die Relation aller fürnemmen und gedenckwürdigen Historien heraus, die der Weltverband der Zeitungen als erste Zeitung der Welt anerkennt. Damit darf Deutschland als Ursprungsland der Zeitung gelten. Als zweitälteste Zeitung erscheint ab 1609 der Aviso, Relation oder Zeitung (herausgegeben von Julius Adolph von Söhne in Wolfenbüttel). In rascher Abfolge werden weitere Zeitungen gegründet, zunächst in Deutschland, bald auch im Ausland: In Basel (1610), Frankfurt am Main (1615 – Frankfurter Postzeitung), Berlin (1617), Amsterdam (1618), London (1621) und Paris (1631).
1650 erscheint in Leipzig mit den Einkommenden Zeitungen von Timotheus Ritzsch zum ersten Mal eine Tageszeitung mit sechs Ausgaben pro Woche. Ab 1663 bietet Georg Greflingers Norddeutscher Mercurius bereits nach Themen sortierte Rubriken. Unter der Michelnummer 2123 gab die Deutsche Bundespost zum 350. Jahrestag des ersten Erscheinens im Juni 2000 eine Sondermarke zum Nennwert von 110 Pfennigen bei einer Auflage von 25 Millionen heraus.
1680 erreichte das Frankfurter Journal schon eine Auflage von 1500 Exemplaren.
1681 erschien in Deutschland die deutschsprachige Zeitschrift E. G. Happelii gröste Denckwürdigkeiten dieser Welt Oder so genannte Relationes curiosae von Eberhard Werner Happel und 1688 die Monatsgespräche von Christian Thomasius.
Im 17. Jahrhundert gab es über 200 meist kurzlebige Zeitungen einer Durchschnittsauflage von 300 Exemplaren, deren Ausbreitungsbereich sich durch Vorlesen wesentlich erweiterte.
Im 17. Jahrhundert wurden die Flugschriften und Blätter immer politischer, was vor allem an der Situation im Land und dem Dreißigjährigen Krieg lag. Die Bevölkerung wollte vermehrt und genauer über die politische Lage informiert werden. Nachgewiesen wurden für das 17. Jahrhundert mehr als 7.000 deutschsprachige politische Flugschriften und Flugblätter.
Gegen Ende des 18. Jh. erschienen rd. 200 bis 250 Zeitungen (Auflage meist unter 700 Expl.) zeitgleich in Deutschland. Für die Breslauer „Schlesische Privilegierte Zeitung“ (Schlesische Zeitung) ist für das Jahr 1801 eine Auflage von 1200–1300 überliefert. – Eine Ausnahme bildet die Hamburgische Unpartheyische Correspondenten, die mit 30.000 Stück die höchste Auflage besaß. Die Presse unterliegt landesfürstlicher Zensur.
Ein Typ von Zeitschrift war die Moralische Wochenschrift. Die von den Engländern Joseph Addison und Richard Steele verfassten und veröffentlichten Zeitschriften dienten als Vorbilder. Themen waren neben politischen: die Familie, die Erziehung der Sittlichkeit, der Toleranz, Tugendhaftigkeit und der Moral, das Zusammenleben in der Gesellschaft und der Hof und die Kritik an ihm. Der Hof und der Adel wurden verspottet, ohne eine neue Staatsform oder Gesellschaftsform zu propagieren. Eine berühmte deutsche Moralische Wochenschrift war der von 1724 bis 1726 sehr erfolgreich in Deutschland erscheinende Patriot.
1703 wird in Wien die Wiener Zeitung gegründet, die in ihrer gedruckten Ausgabe (seither ausschließlich online erscheinend) bis 2023 älteste noch bestehende deutschsprachige Zeitung, 1705 die Hildesheimer Allgemeine Zeitung als älteste deutsche Zeitung (Gründungsname Hildesheimer Relations-Courier), 1780 in der Schweiz die Neue Zürcher Zeitung, 1788 dann The Times in London.
1725 erscheint die erste Frauenzeitschrift, Die vernünftigen Tadlerinnen, herausgegeben von Johann Christoph Gottsched.
1798 erschien erstmals die von Johann Friedrich Cotta gegründete Allgemeine Zeitung, die im frühen 19. Jahrhundert zur bedeutendsten deutschen Tageszeitung wurde.

## Weg zur modernen Presse (ab dem 19. Jahrhundert)
Im 19. Jahrhundert entstand die Massenpresse, was zum großen Teil an den technischen Neuerungen der Druckpressen lag. 1812 wurde die Schnellpresse erfunden, 1845 die Rotationsmaschinen und 1886 die Linotype-Setzmaschine. Außerdem stieg weiterhin das Interesse der Bevölkerung an Informationen aus Politik und Gesellschaft.
Zudem wurde das staatliche Anzeigenmonopol aufgehoben, dadurch entstand für das Zeitungswesen die zweite Einnahmequelle – der Anzeigenverkauf. Durch den Anzeigenverkauf konnte die Zeitung selbst noch günstiger verkauft werden, was zu einer wesentlich größeren Verbreitung führte.
In der gleichen Periode stieg die Alphabetisierungsrate rasant an, konnten 1750 erst knapp 10 % der Bevölkerung lesen und schreiben, waren es 1871 schon 88 %, dadurch vergrößerte sich der Leserkreis der Zeitungsleser enorm. Ende des 19. Jahrhunderts gab es in Deutschland circa 3500 Zeitungen.
1819 schreiben die Karlsbader Beschlüsse die Pressezensur fest.
1832 Wochenblatt für den Kreis Delmenhorst gegründet; Vorgängerin des heutigen Delmenhorster Kreisblatts
1835 wurde die erste Nachrichtenagentur gegründet, die Agence Havas in Paris.
Die erste regelmäßig bebilderte Zeitschrift ist 1842 die Leipziger Illustrirte Zeitung.
1848 wird die Pressefreiheit durch die Paulskirchenverfassung erstmals gesetzlich verankert. Es kommt zwar bald darauf zu einem Rückfall in vormärzliche Methoden (Kautionszwang, Stempelsteuer,…), aber die alte Pressekontrolle konnte nicht wiederhergestellt werden.
1855 wird die Berliner Börsen-Zeitung von Hermann Killisch von Horn gegründet, 1886 wird aus deren Wochenbeilage Berliner Börsen-Courier eine selbständige Zeitung.
1872 wird das Berliner Tageblatt vom Berliner Verleger Rudolf Mosse gegründet.
1874 wird die Pressefreiheit im Reichspressegesetz endgültig verankert.
Im 19. Jahrhundert entwickelt sich die Partei- und Gesinnungspresse sowie eine Massenpresse.
Ende des 19. Jahrhunderts entstehen die großen Pressekonzerne: Mosse, Ullstein Verlag und August Scherl Verlag in Berlin.
Vor dem Ersten Weltkrieg gab es circa 4000 deutsche Zeitungen, durch den Krieg wurde diese Zahl stark verkleinert.
Während des Ersten Weltkrieges wird die Pressefreiheit aufgehoben und durch eine strenge Militärzensur ersetzt.
1916 Alfred Hugenberg gründet den ersten Zeitungskonzern, und schafft durch den Kauf des August Scherl Verlags, des schrittweisen Kaufs der Telegraphen-Union sowie verschiedener Regional- und Lokalzeitungen und der Ufa 1927 den ersten Medienkonzern.
Die Weimarer Republik gewährleistete in ihrer Reichsverfassung 1919 zwar die Meinungsfreiheit als Individualrecht, enthielt aber nicht die Pressefreiheit.
Die Republikschutzgesetze von 1922 und 1930 sowie die Notverordnungen von 1931 und 1932 führen zu zahlreichen Zeitungsverboten.
1932 gibt es in Deutschland 4702 Zeitungen, Auflage insgesamt 25 Millionen.

## Presse im Nationalsozialismus

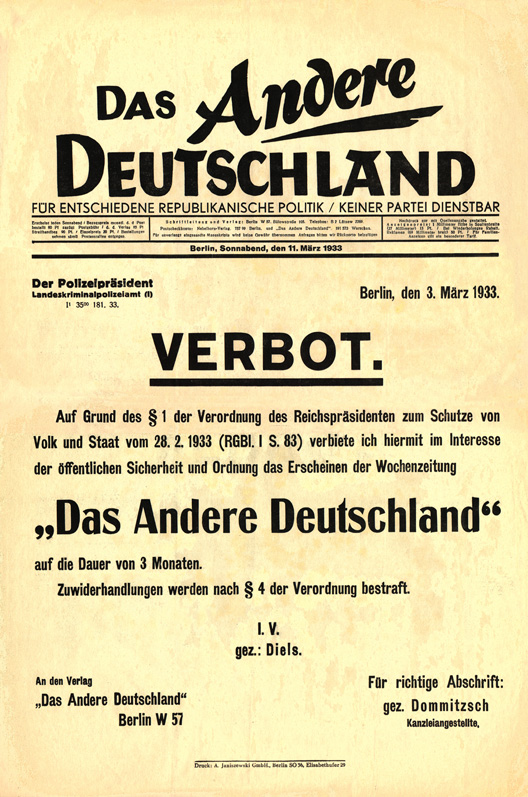
Verbot der Zeitung Das Andere Deutschland aufgrund der Verordnung des Reichspräsidenten zum Schutze von Volk und Staat. 11. März 1933

Im Jahr 1933 gingen mit der Machtübernahme der Nationalsozialisten die inhaltliche Gleichschaltung der Presse sowie starke Eingriffe in die zuvor allein von ökonomischen Kriterien getragenen Verlagsstrukturen einher. Die Pressefreiheit wurde abgeschafft und die Medien in den Dienst des NS-Staates gestellt.

### Inhaltliche Gleichschaltung
Nach der nationalsozialistischen Machtübernahme erhielten die Zeitungen den Status eines „Trägers öffentlicher Aufgaben“ (Schriftleitergesetz, in Kraft getreten am 1. Januar 1934) zugewiesen, womit sie von einem Kontrolleur staatlichen Handelns zu einem Träger der NS-Propaganda wurden und somit das deutsche Volk im Sinne des Nationalsozialismus beeinflussten.
Im März 1933 wurde als zentrale Überwachungs- und Anleitungsinstitution das Reichsministerium für Volksaufklärung und Propaganda (Reichspropagandaministerium) unter Leitung von Joseph Goebbels geschaffen.
Wer den Machthabern ideologisch nicht passte, wurde entlassen, vertrieben oder ermordet. Protest war selten, selbst die journalistischen und verlegerischen Standesvertretungen wagten nur mittelbaren Widerspruch. Die Journalistenvertretung „Reichsverband der Deutschen Presse“ wurde anders als andere Gewerkschaften nicht verboten, sondern die Mitglieder wählten 1933 einfach den neuen nationalsozialistischen „Reichspressechef“ Otto Dietrich an ihre Verbandsspitze. Auch die Verleger bestimmten im Juni 1933 mit Max Amann einen Mann zu ihrem Vorsitzenden, der als „Reichsleiter für die Presse der NSDAP“ sowie als Präsident der für die Medienkontrolle zuständigen „Reichspressekammer“ zu den Spitzenfunktionären des Nationalsozialismus gehörte.
Das am 4. Oktober 1933 verabschiedete Schriftleitergesetz beschränkte den Beruf des Journalisten: Nur wer einen „Ariernachweis“ vorlegen konnte und als „politisch zuverlässig“ galt, durfte publizieren, alle anderen hatten ein Berufsverbot. Durch das Schriftleitergesetz verloren zum 1. Januar 1934 etwa 1300 Journalisten ihre Arbeit; viele liberale Zeitungen (wie z. B. die Vossische Zeitung in Berlin) mussten daraufhin ihr Erscheinen einstellen.
Nach der Anordnung zur Beseitigung der Skandalpresse von 1935 konnten Verleger, deren Zeitungen „Anstoß erregten“ oder „der Würde der Presse schadeten“, aus dem „Reichsverband der deutschen Zeitungsverleger“ ausgeschlossen werden, was ebenfalls ein Berufsverbot bedeutete.
Somit hatte sich der NS-Staat die völlige inhaltliche Kontrolle über die Medien gesichert. Die Folge waren verschiedenartigste Eingriffe in die Zeitungsproduktion.
Etwa:

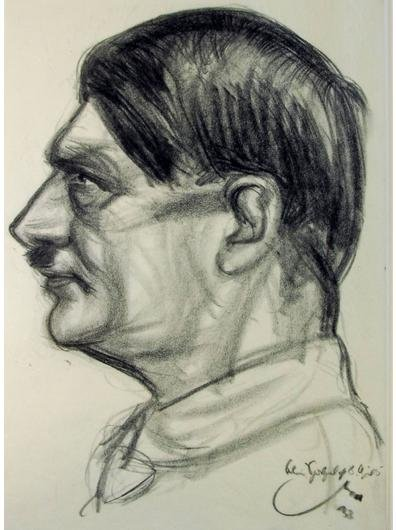
Stumpps Hitler-Porträt 1933

- Der Dortmunder General-Anzeiger, zu jener Zeit die größte außerhalb Berlins erscheinende deutsche Tageszeitung, beauftragte im Frühjahr 1933 den bekannten Pressezeichner Emil Stumpp, der seit Jahren regelmäßig für die Zeitung arbeitete, ein Porträt Adolf Hitlers zu dessen Geburtstag zu zeichnen. Das laut Bildunterschrift „nach dem Leben gezeichnet[e]“, unvorteilhafte Porträt wurde am 20. April 1933 auf der Titelseite gedruckt und von den Anhängern der Nationalsozialisten, denen die linksliberale Ausrichtung des Blattes schon lange missfiel, als bösartige Karikatur interpretiert. Daraufhin wurde die Redaktion von der örtlichen SA besetzt und der Dortmunder General-Anzeiger von den Nationalsozialisten beschlagnahmt; sein gesamtes Betriebsvermögen wurde von der NSDAP eingezogen. Die Zeitung wurde als Parteizeitung Westfälische Landeszeitung – Rote Erde weitergeführt. Stumpp erhielt Berufsverbot, emigrierte nach Schweden, wurde schließlich bei einem Besuch in Deutschland denunziert und verhaftet. Er starb 1941 im Gefängnis in Stuhm.[5]

Zur Durchsetzung nationalsozialistischer Inhalte erhielten die Redaktionen vom Reichspropagandaministerium Anweisungen, welche Themen auf welche Weise zu behandeln waren (siehe auch Reichspressekonferenz). Zur Optimierung der Kontrolle wurden dem NS-Staat genehme Chefredakteure installiert, die nicht mehr den Verlegern untergeordnet waren, sondern ihre redaktionellen Entscheidungen eigenmächtig treffen konnten.
„Äußerst konsequent nutzte der NS-Apparat die Möglichkeiten der Medien, um seine Ziele in alle politischen und gesellschaftlichen Bereiche zu transportieren. Im Vordergrund stand zunächst die Presse mit ihren zahlreichen Druckerzeugnissen, die für die Bevölkerung flexible, billige und schnelle Informationsversorgung bedeutete. […] Goebbels Ziel war es von Anfang an, die gesamte Presse, den Rundfunk und auch alle anderen Formen der publizistischen Meinungsäußerung unter die strikte Kontrolle der Nationalsozialisten zu bringen. Die Gleichschaltung war die zentrale Voraussetzung dafür. Nach und nach bestimmte allein das RMVP, was zum offiziellen öffentlichen Thema wurde und was nicht.“ – Joseph Goebbels in seiner typischen Diktion: „Ich sehe im Verbot von Zeitungen keinen normalen und auch keinen idealen Zustand“, doch die Regierung werde „nötigenfalls Mittel und Wege finden, um mit der Presse fertig zu werden.“ Der Reichspropagandaminister forderte unerbittlich: „Wer… mitarbeiten will, der ist uns herzlich willkommen. Wir halten ihm die Hand entgegen und erwarten, dass er offen und vorbehaltlos in diese Hand einschlägt.“

### Eingriffe in die verlegerischen Strukturen
Zur nationalsozialistischen Pressepolitik gehörte jedoch nicht nur die inhaltliche Gleichschaltung, sondern auch die ökonomisch-verlegerischen Strukturen wurden zugunsten der NSDAP vereinheitlicht. Bereits im Frühjahr enteignete der NS-Staat die Zeitungen von SPD und KPD entschädigungslos, wodurch die NSDAP erstmals in den Besitz nennenswerter Ressourcen zur Herausgabe eigener Zeitungen kam.
Zwar hatten die nach der Enteignung der sozialdemokratischen und kommunistischen Presse noch verbliebenen bürgerlichen Verleger anfangs gehofft, durch eine zunehmende Nähe zum NS-Staat wenn schon nicht die Pressefreiheit, so doch das Eigentum unversehrt erhalten zu können, doch verloren nach den Arbeiterparteien SPD und KPD nach und nach auch andere Eigentümer ihre Verlage: Schnell wurden die jüdischen Verleger ausgeschaltet, wenig später auch katholische und liberale Blätter, Kleinbetriebe, international renommierte Zeitungen (etwa Vossische Zeitung und Berliner Tageblatt) und am Ende vereinzelt sogar frühe Vorkämpfer der braunen Bewegung enteignet beziehungsweise zum Verkauf ihrer Zeitungen gezwungen.
Der NS-Staat erließ dazu 1935 zwei Verordnungen:
- Die Anordnung über die Schließung von Zeitungsverlagen zwecks Beseitigung ungesunder Wettbewerbsverhältnisse ermöglichte es, Verlage in Städten mit mehr als einer Zeitung zu enteignen beziehungsweise zu einem Verkauf zu zwingen;
- die Anordnung zur Wahrung der Unabhängigkeit des Zeitungswesens verbot die Organisation von Verlagen als Kapitalgesellschaften und schrieb persönlichen Besitz vor, wobei jeder Eigentümer nur an einer Zeitung beteiligt sein durfte.

Ein großer Teil der Verleger verkaufte (anfangs wegen der schon vor 1933 schlechten ökonomischen Situation der Presse freiwillig, später unter Druck) seit 1934 Beteiligungen an der eigenen Zeitung oder die ganze Zeitung an die Phönix-Zeitungsverlags-GmbH (eine Holdinggesellschaft des Eher-Verlags, für die konfessionelle Presse) und Vera Verlagsanstalt GmbH (für sonstige bürgerliche Zeitungen), fusionierte mit konkurrierenden NS-Blättern oder gab die Zeitungen komplett an die NSDAP ab.
Im Jahr 1944 kontrollierte die NSDAP schließlich im Deutschen Reich 36 Prozent aller Zeitungen, die allerdings insgesamt 82,5 Prozent der täglichen Auflage herausbrachten.
Insgesamt sank die Zahl der Tageszeitungen im NS-Staat von 4.702 im Jahr 1932 auf rund 2.500 im Jahr 1937 und weiter auf 977 im Oktober 1944. In den letzten Kriegswochen kam es zu weiteren Zeitungsschließungen und -zusammenlegungen sowie Zerstörungen von Verlagen und Druckereien, bis die alliierten Truppen die nationalsozialistische deutsche Presse im April/Mai 1945 endgültig schlossen.

## Presse in der Besatzungszeit 1945–1949
Im unmittelbaren Nachkriegsdeutschland schufen die Siegermächte durch das Verbot der bestehenden Zeitungen und ihre Lizenzpolitik die Grundlage für den vollständigen Neuaufbau des Pressewesens sowohl in der Bundesrepublik Deutschland als auch in der Deutschen Demokratischen Republik.
Vor Kriegsende hatten sich die Westalliierten weitaus weniger konkret auf die Umgestaltung der deutschen Medienlandschaft vorbereitet als die sowjetische Seite. Die Sowjetunion begann früh mit der Schulung deutscher Exilkommunisten als Kader für den Medienaufbau, während die Westalliierten noch Strategien für das Nachkriegs-Pressewesen entwickelten. Seit Juli 1943 gab die sowjetische Regierung die deutsche Wochenzeitung Freies Deutschland heraus und betrieb Radiosender in der Sowjetunion, beides zunächst vor allem als Mittel der psychologischen Kriegführung. Die kommunistischen Kader nahmen sofort nach der Eroberung deutscher Gebiete durch die Rote Armee die Arbeit auf. Sie gingen wie die Westalliierten von zum Nationalsozialismus verführten Massen aus und sollten diese über NS-Verbrechen und die Kriegsschuld aufklären und zur Ausschaltung der verbleibenden Nazis beitragen. Anders als bei den Presseoffizieren der Westalliierten, die ein pluralistisches Leitbild für die deutsche Presselandschaft verfolgen sollten, gab es für die kommunistischen Kader einen klaren ideologischen Auftrag zur Umformung der Weltanschauung in Richtung Sozialismus.
1943 beschlossen Briten und Amerikaner, Nachkriegsdeutschland als demokratischen Staat friedlich in Europa einzubinden und die Bevölkerung für dieses Vorgehen zu gewinnen. Im Oktober 1943 wurde gemeinsam mit der Sowjetunion die European Advisory Commission gegründet. Sie fasste erste allgemeine Pläne für die deutsche Presselandschaft nach dem Krieg: Die deutsche Presse sollte übergangslos nach teilweisem Personalaustausch mit alliierten Zensoren in den wichtigsten Redaktionen weiterarbeiten. Briten und Amerikaner gingen von diesem Vorgehen im Verlauf der folgenden Monate ab, weil sie es für zu diktatorisch hielten, während die Sowjetunion ihre eigenen Vorbereitungen für die Nachkriegsordnung der deutschen Presselandschaft betrieb. Im April 1944 übernahm für die Westalliierten die Psychological Warfare Division die Ausarbeitung konkreter Vorhaben. Ihr zufolge sollte eine zentrale alliierte Kommission gemeinsam und flächendeckend die Medienpolitik bestimmen. Konkrete Richtlinien für die Pressepolitik wurden am 16. April 1945 im Handbook for the Control of German Information Services vorgelegt.
Das Ziel des Handbook war es, die nationalsozialistische Durchwirkung der Presse zu beseitigen, wozu die Beseitigung der gesamten bestehenden Presse als notwendig erachtet wurde. Mit Rückgriff auf eine Verordnung der Alliierten vom 24. November 1944 sah es deshalb für ihre Pressepolitik im Wesentlichen eine Abfolge von drei Stufen vor:
- 1. Verbot aller deutscher Medien
- 2. Herausgabe alliierter Heeresgruppenzeitungen
- 3. Genehmigung neuer deutscher Lizenzzeitungen

Zur Beseitigung des NS-Einflusses sollten zudem bis auf Ausnahmen alle Journalisten sowie die Altverleger Berufsverbot erhalten, die seit 1933 in Deutschland gearbeitet hatten.
Fast alle traditionellen Tageszeitungen mussten auf Anweisung der Besatzungsbehörden schließen (Blackout), einige Dutzend konnten jedoch (zum Teil inhaltlich auf lokale Berichterstattung, Bekanntmachungen und/oder Anzeigen beschränkt) zwischen April und Juli 1945 für einige Tage bis Wochen unter ihrem traditionellen Namen wieder erscheinen, so die Cellesche Zeitung, der Mühlhauser Anzeiger, das Tageblatt für Penig und Lunzenau, die Eisleber Zeitung, die Schaumburger Zeitung aus Rinteln oder die Deister- und Weserzeitung aus Hameln. Auch die übrigen Maßgaben, insbesondere das Berufsverbot für Journalisten, wurden nicht konsequent umgesetzt. Parallel zur beginnenden Neuordnung der deutschen Presse gab es ab 1944 Kriegsgefangenenzeitungen, die allerdings eine untergeordnete Rolle spielten.
Die Franzosen orientierten sich grundsätzlich an den britisch-amerikanischen Vorgaben, betrieben jedoch zur eigenen Profilierung und wegen interner Auseinandersetzungen eine abweichende und uneinheitliche Medienpolitik.
Die Vermittlung der für die Bevölkerung wichtigen Informationen und Nachrichten erfolgte in allen Besatzungsgebieten zunächst vor allem durch die von den alliierten Truppen herausgegebenen Zeitungen („Heeresgruppenpresse“), aus denen eine Vielzahl heute noch bestehender großer Tageszeitungen hervorgehen sollte. Die Heeresgruppenzeitungen bestanden weitgehend aus für alle gleichen überregionalen Artikeln und unterschieden sich nur in der lokalen Berichterstattung sowie in den Bekanntgaben der jeweiligen militärischen Befehlshaber. Rund 20 deutsche Redakteure arbeiteten für die Blätter, die später den Kern für die Redaktionen der Lizenzzeitungen bilden sollten. Ab Sommer 1945 bekam in der Nachfolge der Heeresgruppenpresse statt der nationalsozialistisch belasteten (Alt-)Verleger eine begrenzte Zahl von neuen Lizenznehmern die nun notwendige besondere Genehmigung zur Herausgabe so genannter Lizenzzeitungen. In den amerikanisch besetzten Gebieten wurde bereits im November 1945 die letzte Heeresgruppenzeitung eingestellt. Bei den Briten begann die Lizenzierung dagegen erst im Frühjahr 1946.
In diese Zeit fiel die Gründung folgender Zeitungen und Verlage:
- Die vom 21. Mai bis 21. Juni 1945 von der Roten Armee als Heeresgruppenzeitung herausgegebene Berliner Zeitung wurde dem Berliner Magistrat und damit in deutsche Hände übergeben.
- Die erste Lizenz der amerikanischen Militärverwaltung wurde am 1. August 1945 an die Frankfurter Rundschau vergeben, als erste Zeitung genehmigten die US-Truppen jedoch bereits am 24. Januar 1945 (ohne reguläre Lizenz) die Aachener Nachrichten, die am 27. Juni eine offizielle britische Lizenz bekamen.
- Ab dem 27. September 1945 erscheint in Berlin Der Tagesspiegel.
- 1946 wurde der Axel-Springer-Verlag gegründet.
- Ab 21. Februar 1946 erscheint in Hamburg die Wochenzeitung Die Zeit.
- Ab dem 10. Mai 1946 erscheint in Stuttgart Die Wirtschaftszeitung, später Deutsche Zeitung und Wirtschaftszeitung.
- Ab 4. Januar 1947 erscheint, zunächst in Hannover, das wöchentliche Nachrichtenmagazin Der Spiegel.

Mit der Täglichen Rundschau wurde zudem in der sowjetischen Zone das Modell der Besatzungszonenzeitung geschaffen. Die übrigen Alliierten übernahmen das Modell der Zonenzeitung teilweise parallel zur bereits angelaufenen Lizenzierung für Zeitungen mit meist kleinerem Verbreitungsgebiet. Die Zonenzeitungen wurden mit deutschen Redaktionen versehen, bei denen jeweils auf politische Ausgewogenheit geachtet wurde. Dieses Modell sollte als Vorbild für die Lizenzzeitungen dienen. Zudem waren die Zonenzeitungen „Lehrredaktionen“ für die Journalisten späterer deutscher Zeitungen. Zonenzeitungen und Lizenzzeitungen erschienen zeitweise parallel und gingen ineinander über. Die Berliner Ausgabe der Neuen Zeitung stellte als letzte Zonenzeitung 1955 ihr Erscheinen ein.
In der amerikanischen Zone bildeten sich trotz der Bemühung um weltanschaulich heterogene Redaktionen und Verlegergruppen bald ideologisch ausgerichtete Blätter heraus. Bis 1948 wurden 56 Zeitungen mit 112 Nebenausgaben lizenziert. Die wirtschaftlichen Bedingungen wurden streng reglementiert. Zunächst erschienen die Zeitungen wegen Papierknappheit zweimal wöchentlich mit durchschnittlich fünf Seiten. Dennoch wurden die Lizenzzeitungen wegen ihrer Monopolstellung wirtschaftliche Erfolge. Amerikanische Presseoffiziere betrieben nur eine geringe Nachzensur; die Militärverwaltung gab aber Direktiven heraus, welche die Behandlung von Tabuthemen (beispielsweise Streit zwischen den Alliierten) verboten und die Trennung von Nachricht und Meinung sowie die Abkehr von Nazisprache durchsetzen sollten. Ab Juli 1947 war allerdings Kritik an der Sowjetunion zugelassen. Im Mai 1949 überstellte die amerikanische Verwaltung die Zuständigkeit an die deutschen Pressegesetze.
Die britische Militärverwaltung stützte sich bei ihrer später anlaufenden Lizenzierung auf die inzwischen gebildeten deutschen Parteien. Lizenznehmer mussten einen deutlichen politischen Hintergrund haben. Bei den Briten sollte nicht die innere Pluralität, sondern die Konkurrenz der Zeitungen verschiedener Ausrichtungen die Meinungsvielfalt sichern. Wegen Papierknappheit und weitgehend zerstörter Druckereien kam die Lizenzierung in der britischen Zone nur langsam voran. Die Militärverwaltung betrieb eine besonders intensive Nachzensur, die bei der Masse der Blätter kaum effektiv wirkte. Kritik an Versorgungslage, Militärbehörden und Sowjetunion konnte in der britischen Zone kaum unterdrückt werden. Die Zuteilung von Zeitungen an Parteien wurde Ende 1946 entsprechend den Landtagswahlergebnissen verändert. Zunehmend begannen die Briten aber die Radikalisierung der Parteizeitungen zu spüren, betrieben ab Mitte 1946 verstärkte Weiterbildungsinitiativen für Journalisten und gründeten die Agentur DPD. 1948 wurden schließlich vier große, parteiunabhängige Tageszeitungen lizenziert. Zudem wurden Gremien geschaffen, in denen deutsche Verleger und Journalisten Einfluss auf das Lizenzierungsverfahren nahmen.
Die französische Militärverwaltung begann im August 1945 mit der Lizenzierung. Sie behielt das Prinzip der ideologisch heterogenen Redaktionen grundsätzlich bei, setzte allerdings stärker als die anderen Westalliierten Kontrolloffiziere in die Redaktionen. Zusätzlich erschienen auch in der französisch besetzten Zone ab 1947 Zeitungen der deutschen Parteien. Diese verursachten den Franzosen schnell ähnliche Zensurprobleme wie den Briten. Darauf reagierte die Besatzungsverwaltung mit rigiden Maßnahmen wie Papierentzug und Verboten. Ab dem Frühjahr 1949 ging das Lizenzierungsverfahren auf den Zeitungsverlegerverband über.
Die Sowjetische Militärverwaltung enteignete sofort nach der Besetzung alle Verleger. Druckereien gingen an die SBZ-Verwaltung über, die den Druck von Zeitungen organisierte. Zunächst durften auch nicht-parteigebundene Zeitungen mit bürgerlicher Ausrichtung erscheinen, die jedoch bis 1951 eingestellt wurden. Das SMAD-Blatt Tägliche Rundschau übernahm sofort die Führungsrolle in der SBZ. Es wurde ausschließlich von der sowjetischen Nachrichtenagentur beliefert. Nach der Bildung von Parteien erhielt jede ein Zentralorgan. Die SED hatte dabei ein deutliches Übergewicht und dominierte zudem wöchentlich erscheinende Kreis- und Betriebszeitungen. Die Journalistenausbildung wurde an der Universität Leipzig und an der Berliner Rundfunkschule zentralisiert.
In Westdeutschland wurde die personelle Zäsur gegenüber dem „Dritten Reich“ kaum konsequent umgesetzt. Verträge sicherten früh das weitere Erscheinen der Lizenzzeitungen in den Druckereien der Altverleger zu, auch wenn sie nicht publizistisch Einfluss auf die Druckprodukte nehmen durften. Denn die Altverleger verfügten über die Druckanlagen und waren in den Westzonen nicht enteignet worden. Zudem griffen die Westalliierten trotz anders lautender Absichten vor allem auf Journalisten zurück, die bereits vor 1945 in Deutschland gearbeitet hatten.
Ab September 1945 erschienen auch Zeitschriften in Lizenz. Sie sollten sich vor allem mit politischen Hintergrundinformationen befassen. Alliierte ließen in ihnen vergleichsweise früh auch kritische Diskussionen zur Kriegsschuldfrage und zu Wiederaufbauplänen zu.
Am 21. September 1949 wurde in Westdeutschland die Generallizenz erteilt und jeder konnte eine Zeitung gründen. Die meisten danach erscheinenden Zeitungen wurden von den so genannten Altverlegern gegründet. Sie hatten sich bereits 1948 neu in einem Verband formiert. Die Rückkehr auf den Pressemarkt gelang jedoch nur teilweise, da die Lizenzblätter sich bis 1949 weitgehend auch wirtschaftlich etabliert hatten.

## Presse in der Bundesrepublik Deutschland
Durch die Generallizenz kam es seit 1949 zu einem starken Anstieg der Zeitungszahl/Titelanzahl. In die Gründungsphase nach 1949 fällt die Entstehung folgender Zeitungen:
- Am 1. November 1949 erschien die Frankfurter Allgemeine Zeitung als Nachfolgezeitung der Frankfurter Zeitung.
- Die Bild-Zeitung erschien am 24. Juni 1952 erstmals mit einer Gesamtauflage von 250.000 Exemplaren.

Die Deutsche Presseagentur wurde 1949 durch einen Zusammenschluss der Deutschen Nachrichtenagentur, der Süddeutschen Nachrichtenagentur und des Deutschen Pressedienstes gegründet. Sie ist bis heute die größte deutschsprachige Agentur. Die zunehmende Konkurrenz vor allem unter den Lokalzeitungen führte zu einem starken Verdrängungswettbewerb zwischen den Zeitungen aus der Lizenzphase und der Presse der Altverleger. Meistens mussten letztere wieder aufgeben, da sich die Lizenzpresse bereits eine treue Leserschaft hatte aufbauen können. Ab 1954 trat eine starke Pressekonzentration ein, die besonders die Zahl der kleineren Lokalzeitungen dezimierte und die Stellung der großen Verlage erheblich verbesserte. Die Zahl der Einzeitungskreise verdoppelte sich.
1956 wurde der Deutsche Presserat gegründet.
1968 folgten dem auf den Studentenführer Rudi Dutschke verübten Attentat Studentenunruhen gegen den Axel-Springer-Verlag.
1974 wurde der Entwurf eines Presserechts-Rahmengesetzes vorgelegt, das aber nie realisiert werden sollte.
1976 war der Prozess der Pressekonzentration weitgehend gestoppt, und bis zur Wiedervereinigung veränderte sich die größen- und zahlenmäßige Struktur der Presselandschaft nicht mehr tief greifend.
1978 erschien die tageszeitung (taz) zum ersten Mal.

## Presse in der DDR

### Erste Printmedien
Seit Mai 1945 erschienen mit der Täglichen Rundschau und der Berliner Zeitung die ersten Zeitungen in der Sowjetischen Besatzungszone. Weitere Lizenzen erhielten die neu gegründeten Parteien und Organisationen.
Daneben gab es in den ersten Jahren einige wenige formal unabhängige Tageszeitungen: den Nacht-Express in Berlin, die Leipziger Zeitung, Berlin am Mittag, die Altenburger Nachrichten, die Abendpost in Weimar und die Tagespost in Potsdam. Diese waren organisatorisch selbstständig, inhaltlich aber auch an die offiziellen Normen gebunden. 1953 musste die letzte von ihnen ihr Erscheinen einstellen.

### Normen und Vertrieb
Alle Medien in der SBZ/DDR waren einer strengen Kontrolle unterworfen. Sie konnten nur mit einer Lizenz erscheinen.
Formal war auch in der DDR in der Verfassung eine Pressefreiheit verankert, die jedoch in der Realität nicht existierte. Ein Pressegesetz gab es nicht.
Vertrieben wurden die Titel ausschließlich über den offiziellen Postzeitungsvertrieb als Zwischenstation zwischen Verlagen und Lesern. Dieser lieferte die Presseerzeugnisse an die Zeitungskioske oder stellte sie direkt mit einem Abonnement zu. Mit dieser Vertriebsstruktur konnte der Staat am besten seine Kontrolle über den Zeitungsvertrieb ausüben. Oberste Behörde war hierfür die Abteilung Agitation und Propaganda des Zentralkomitees der SED.
Nicht gern gesehene Publikationen erhielten aufgrund von Restriktionen teilweise weniger Papier zugeteilt.

### Einige Zeitschriften und Zeitungen
Zeitungen und Zeitschriften waren trotz der politischen Einschränkungen wichtige Informationsmedien vieler DDR-Bürger. Es gab beliebte Zeitschriften, wie Wochenpost, NBI, Das Magazin, Sportzeitungen wie Deutsches Sportecho und Die Neue Fußballwoche, Kinderzeitschriften wie Mosaik und FRÖSI, Ratgeber wie Guter Rat, die humoristische Zeitschrift Eulenspiegel und viele mehr. Insgesamt erschienen in der DDR über 2.000 Zeitungen und Zeitschriften zwischen 1949 und 1989.
Die Tageszeitung mit der höchsten Auflage war die Junge Welt der FDJ (1989 circa 1,3 Millionen Exemplare), vor Neues Deutschland (1989 knapp eine Million Exemplare), dem Zentralorgan der SED.
1989 gab es in der DDR 39 Tageszeitungen. Ihre Gesamtauflage betrug um die 9,7 Millionen Exemplare. 
In der DDR gab es auch einige Printmedien aus der Sowjetunion und den sozialistischen Staaten, sowie von westlichen kommunistischen Parteien, so zum Beispiel die Tageszeitungen Unsere Zeit (DKP), Die Wahrheit (SEW), Morning Star (KP Großbritanniens) und weitere, in begrenzter Anzahl und meist nur im Abonnement.

### Wendezeit
Seit 1985 gab es einige wenige Untergrundzeitschriften in der DDR, wie Grenzfall und Umweltblätter, die von Oppositionsgruppierungen illegal hergestellt wurden, aber de facto zeitweise existieren konnten. Erste kritische Artikel in einer offiziell genehmigten Zeitschrift veröffentlichte Ende 1988 der sowjetische Sputnik, der daraufhin aus der Postvertriebsliste entfernt wurde. Auch einigen wenigen DDR-Publikationen gelang es in dieser Zeit, etwas kritischere Sätze in einigen Artikeln drucken zu können, so der Literaturzeitschrift Sinn und Form, der evangelischen Wochenzeitung Die Kirche und der Berliner Zeitung.
Sofort nach dem Mauerfall vom 9. November 1989 öffneten sich die meisten Printmedien der DDR für eine wesentlich freiere Berichterstattung.

## Presse nach der Wiedervereinigung
1991 verkaufte die Treuhandanstalt die ostdeutschen Zeitungen und Zeitschriften, die sich in der DDR seit Beginn der 1950er Jahre ausschließlich im Besitz von Parteien (meist der SED) und Massenorganisationen befunden hatten. Den Zuschlag bekamen ausschließlich westdeutsche Verlage (ein französischer chancenreicher Bewerber um die Märkische Allgemeine, die Dernières Nouvelles d’Alsace aus Straßburg, zog sein Angebot an die Treuhandanstalt „wegen des Golfkrieges“ wieder zurück). Da die schon zu DDR-Zeiten führenden Tageszeitungen, die früheren SED-Bezirkszeitungen, beim Verkauf nicht geteilt wurden, blieb deren monopolartige Stellung in Ostdeutschland bis heute erhalten.
Zwar gründeten andere (zumeist kleinere) westdeutsche Verleger zu Beginn der 1990er Jahre eine Vielzahl von Lokalzeitungen (Schätzungen liegen zwischen 70 und 140), die jedoch zumeist wieder eingestellt werden mussten. Nicht zuletzt der Verleger Dirk Ippen bewies jedoch mit der erfolgreichen Etablierung der Lokalzeitungen Oranienburger Generalanzeiger samt Gransee-Zeitung und Ruppiner Anzeiger sowie der Altmark-Zeitung, dass trotz der die alten Monopole erhaltenden Verkaufspolitik der Treuhandanstalt die Neugründung von Lokalzeitungen möglich war (siehe auch Tageszeitungen der DDR).
Die wenigen Neugründungen im Bereich Publikumszeitschriften im Osten waren nach der Wende SPIESSER und Gute Idee. Einzig das bunte Wochenblatt Superillu kann hier als Erfolg bezeichnet werden. Sie ist ein Überbleibsel der gescheiterten Boulevardzeitung Super!.

## Presse und die Neuen Medien
Mitte der 1990er begannen Verlage von Zeitungen und Zeitschriften damit, ihre gedruckten Ausgaben durch Internet-Präsenzen zu ergänzen. Vorreiter dieser Entwicklung in Deutschland war die Schweriner Volkszeitung, deren Webauftritt bereits am 5. Mai 1995 online ging. Sie war damit die erste deutsche Tageszeitung im Internet.
Zunächst veröffentlichten die Presseerzeugnisse ihre gedruckten Texte eins zu eins im Internet. Erst allmählich entstand ein eigenständiger Online-Journalismus. Im Herbst 2000 wurde mit der Netzeitung in Deutschland eine der ersten reinen Internetzeitungen gegründet. Sie verzichtete auf die Verbreitung und den Verkauf von Druckerzeugnissen; stattdessen lieferte sie unter anderem Content für Lokalzeitungen.
Eine weitere bedeutende reine Internetzeitung im deutschsprachigen Raum ist Telepolis. Sie erschien bis 1998 auch als Printausgabe und befasst sich vor allem mit netzpolitischen Fragen, Datenschutz und Medien, aber auch mit wissenschaftlichen Themen, Politik und Kulturkritik.
Durch die immer stärker zunehmende Popularität Neuer Medien wie Blogs, Web-Feeds und Podcasts wurden nach 2001 auch traditionelle Medien auf die neuen Darstellungsformen aufmerksam und nutzen sie crossmedial zur Cross-Promotion.
Seit November 2004 läuft mit Wikinews auch der Versuch, eine offene, Wiki-basierte Nachrichtenplattform zu etablieren.
Ab Mitte 2007 war ein Pilotprojekt zur individuellen Tageszeitung geplant, bei der der Nutzer die dann gedruckten Inhalte weitestgehend selbst bestimmen können soll.
Vor dem Hintergrund der Online-Medien verändert sich auch die Perspektive der Printmedien. Es gibt Befürchtungen vor einem Zeitungssterben bzw. einem Ausstieg aus dem Printgeschäft.

## Zeitungsmuseen
- Deutsches Pressemuseum e. V., Feldbrunnenstraße 7, 20148 Hamburg
- Internationales Zeitungsmuseum, Pontstraße 13, 52062 Aachen
- Deutsches Zeitungsmuseum, Am Abteihof 1, 66787 Wadgassen
- Stiftung Deutsches Zeitungsmuseum im Gutenberg-Museum, Liebfrauenplatz 5, 55116 Mainz

## Nachdrucke
Von Zeitungen werden oft zu bestimmten Anlässen (z. B. Jubiläum, Geburtstag) Nachdrucke älterer Ausgaben angeboten oder beigelegt. Auch erscheinen Serien, in deren Rahmen einzelne Ausgaben neu aufgelegt werden (z. B. Zeitungszeugen).

### Verzeichnisse
- Deutsche Presse – Biobibliographische Handbücher zur Geschichte der deutschsprachigen periodischen Presse von den Anfängen bis 1815, hg. von Holger Böning, Stuttgart-Bad Cannstatt: Frommann-Holzboog, 1996–
  - Bd. 1: Hamburg: Kommentierte Bibliographie der Zeitungen, Zeitschriften, Intelligenzblätter, Kalender und Almanache sowie biographische Hinweise zu Herausgebern, Verlegern und Druckern periodischer Schriften

Böning verzeichnet über 1000 Titel, von denen 600 nicht in Joachim Kirchners Zeitschriftenbibliographie enthalten sind.
- Karl Schottenloher: Flugblatt und Zeitung. Ein Wegweiser durch das gedruckte Tagesschrifttum. Band 1: Von den Anfängen bis 1848. Schmidt, Berlin 1922. Neu herausgegeben, eingeleitet und ergänzt von J. Binkowski, Klinkhardt und Biermann, München 1985, ISBN 3-7814-0228-2.

### Darstellungen
- Klaus Beyrer, Martin Dallmeier (Hrsg.): Als die Post noch Zeitung machte. Eine Pressegeschichte. Anabas Verlag, Gießen 1994, ISBN 3-87038-258-9 (Katalog zur gleichnamigen Ausstellung im Deutschen Postmuseum Frankfurt am Main, 9. Juni – 4. September 1994).
- Holger Böning: Periodische Presse, Kommunikation und Aufklärung. Hamburg und Altona als Beispiel. Edition Lumière, Bremen 2002, ISBN 3-934686-09-5.
- Holger Böning: Welteroberung durch ein neues Publikum. Die deutsche Presse und der Weg zur Aufklärung. Hamburg und Altona als Beispiel. Edition Lumière, Bremen 2002, ISBN 3-934686-08-7.
- Daniel Bellingradt: Flugpublizistik und Öffentlichkeit um 1700. Dynamiken, Akteure und Strukturen im urbanen Raum des Alten Reiches, Stuttgart: Steiner, 2011, ISBN 978-3-515-09810-6.
- Margret Boveri: Wir lügen alle. Eine Hauptstadtzeitung unter Hitler. Olten: Walter, 1965.
- Hans Bohrmann, Gabriele Toepser-Ziegert (Hrsg.): NS-Presseanweisungen der Vorkriegszeit. Edition und Dokumentation, Bd. 1–7 (1933–1939), München: Saur 1984–2001.
- Bernd Drücke: Zwischen Schreibtisch und Straßenschlacht? Anarchismus und libertäre Presse in Ost- und Westdeutschland. Verlag Klemm & Oelschläger, Ulm 1998, 640 Seiten. ISBN 3-932577-05-1.
- Ernst Fischer; Wilhelm Haefs; Mork-Gothart Mix (Hrsg.): Von Almanach bis Zeitung. Ein Handbuch der Medien in Deutschland 1700–1800. München. Verlag C.H.Beck 1999. ISBN 3-406-45476-3.
- Norbert Frei, Johannes Schmitz: Journalismus im Dritten Reich. München C.H.Beck, 3., überarbeitete Auflage 1999, ISBN 3-406-45516-6.
- Christian Heger: Presselenkung à la Bismarck. Methoden der Presselenkung in Preußen und im Deutschen Kaiserreich. In: Ders.: Im Schattenreich der Fiktionen: Studien zur phantastischen Motivgeschichte und zur unwirtlichen (Medien-)Moderne, AVM, München 2010, ISBN 978-3-86306-636-9, S. 279–291.
- Martin Herzer: Auslandskorrespondenten und auswärtige Pressepolitik im Dritten Reich. Böhlau Verlag, Köln 2012, ISBN 978-3-412-20859-2.
- Arnulf Kutsch, Johannes Weber: 350 Jahre Tageszeitung, Forschungen und Dokumente. Edition Lumière, Bremen 2002, ISBN 3-934686-06-0.
- Kurt Koszyk: Geschichte der deutschen Presse. Bd. 2. 1966 bis Bd. 4. 1986. Colloquium Verlag, Berlin.
  - Kurt Koszyk: Deutsche Presse im 19. Jahrhundert. Geschichte der deutschen Presse Teil II. Colloquium Verlag, Berlin 1966.
  - Kurt Koszyk: Deutsche Presse 1914–1945. Geschichte der deutschen Presse Teil III. Colloquium Verlag, Berlin 1972, ISBN 3-7678-0310-0.
  - Kurt Koszyk: Pressepolitik für Deutsche 1945–1949. Geschichte der deutschen Presse Teil IV. Colloquium Verlag, Berlin 1986, ISBN 3-7678-0663-0.
- Kurt Koszyk: Publizistik und politisches Engagement. Lebensbilder publizistischer Persönlichkeiten hrsg. und eingeleitet von Walter Hömberg, Arnulf Kutsch und Horst Pöttker. Lit-Verlag, Münster 1999, ISBN 3-8258-4276-2.
- Margot Lindemann: Deutsche Presse bis 1815. Geschichte der deutschen Presse Teil I. Colloquium Verlag, Berlin 1969.
- Katja Lüthy: Die Zeitschrift: Zur Phänomenologie und Geschichte eines Mediums, Konstanz 2013, ISBN 3-86764-413-6.
- Elisabeth Noelle-Neumann, Winfried Schulz, Jürgen Wilke (Hrsg.): Fischer Lexikon Publizistik Massenkommunikation. Frankfurt 2002.
- Heinz Pürer, Johannes Raabe: Medien in Deutschland. Band 1: Presse. UVK Medien, Konstanz 1996.
- Rudolf Stöber: Deutsche Pressegeschichte. Von den Anfängen bis zur Gegenwart. 3., überarbeitete Auflage. UVK Verlagsgesellschaft, Konstanz/München 2014, ISBN 978-3-86764-516-4.
- Martin Welke, Jürgen Wilke: 400 Jahre Zeitung. Die Geschichte der Tagespresse im internationalen Kontext. Edition Lumière, Bremen 2008, ISBN 978-3-934686-37-3.
- Franz Josef Wiegelmann: Johann Wolfgang von Goethe. Leben, Werk und Wirkungsgeschichte im Spiegelbild der Presse seit 1832; Bonn 2006, 380 Seiten. ISBN 978-3-939431-01-5.
- Franz Josef Wiegelmann: Wi(e)der die Juden. Judentum und Antisemitismus in der Publizistik aus sieben Jahrhunderten; Bonn 2005, 268 Seiten. ISBN 978-3-9809762-8-2.
- Franz Josef Wiegelmann: Wi(e)der die Juden. Judentum und Antisemitismus in der Publizistik aus sieben Jahrhunderten. Supplement Dresden; Bonn 2007, 12 Seiten. ISBN 978-3-939431-12-1.
- Franz Josef Wiegelmann: Wi(e)der die Juden. Judentum und Antisemitismus in der Publizistik aus sieben Jahrhunderten. Supplement Celle; Bonn 2007, 12 Seiten. ISBN 978-3-939431-13-8.